# STMicroelectronics
STMicroelectronics (a menudo denominada simplemente ST) es una compañía franco-italiana con sede operativa y ejecutiva situada en Plan-les-Ouates, cerca de Ginebra en Suiza, que desarrolla, fabrica y comercializa  circuitos integrados (semiconductores). Es uno de los principales actores mundiales en el sector económico de la producción de semiconductores y el primero europeo, así como en los segmentos de las cabezas de impresoras de chorro, MEMS (Micro-Electro-Mechanical Systems), codificadores MPEG y chips de tarjetas inteligentes, circuitos integrados para automóviles, periféricos informáticos y chips para aplicaciones inalámbricas y móviles.
La sede de la empresa en Estados Unidos está en Coppell (Texas). La sede de la región de Asia-Pacífico está en Singapur, mientras que las operaciones en Japón y Corea tienen su sede en Tokio. La sede de la empresa para la región de China está en Shanghái.

## Historia
El grupo ST se formó en junio de 1987 de la unión de dos grandes compañías de semiconductores: la italiana SGS Microelettronica y la francesa Thomson Semiconducteurs, la rama de semiconductores del gigante francés Thomson SA. En mayo de 1998, la compañía cambia su nombre de SGS-THOMSON a STMicroelectronics tras la retirada de Thomson SA.
Si retrocedemos más atrás:
- La compañía italiana SGS Microelettronica se llamaba inicialmente SGS-ATES y nació de la fusión en 1972 de la compañía ATES (inicialmente Aquila Tubi Elettronici e Semiconduttori y a partir de 1961 Aziende Tecniche Elettroniche del Sud), fundada en 1959 y la compañía SGS (Società Generale Semiconduttori), fundada en 1957 por Adriano Olivetti.[6][7][8]

- La compañía francesa Thomson Semiconducteurs nace en 1982 de la fusión de :
  - La rama de semiconductores del gigante electrónico francés Thomson.
  - Mostek, una compañía estadounidense fundada en 1969 por algunos de los fundadores de Texas Instruments.
  - Silec, fundada en 1977.
  - Eurotechnique fundada en 1979 en Rousset, Bocas del Ródano, Francia, cerca de Aix-en-Provence. Fue creada como una joint venture entre la compañía francesa Saint-Gobain y la estadounidense National Semiconductor.
  - EFCIS, fundada en 1977.
  - SESCOSEM, fundadad en 1969.

En 1989, SGS-Thomson compra la compañía británica Inmos, muy conocida por sus microprocesadores.
En 1994, SGS-Thomson compra la rama de semiconductores de la canadiense Nortel.

## Lista de productos
La compañía tiene un amplio catálogo. ST es líder en muchos mercados incluyendo:
- Productos de consumo estándares (ASSPs), por ejemplo codificadores/decodificadores MPEG-2/MPEG-4.
- ASICs para comunicaciones inalámbricas (Wireless).
- Periférico de ordenador ASIC (como discos duros o impresoras).
- Productos estándar específicos para la industria del automóvil (ASSPs).
- Memoria no volátil, incluyendo Memoria flash NOR y NAND.
- Tarjetas inteligentes
- Circuitos integrados analógicos y de alimentación eléctrica.
- Microcontroladores.
- Semiconductores discretos.

Desde 2001 ST ha estado implicado el desarrollo de MEMS (Microelectromechanical systems o sistemas microelectromecánicos) en la fábrica de Castelletto. Esa planta se cerró en junio de 2006 y las actividades de MEMS se trasladaron a la fábrica principal de Agrate.

### Microcontroladores
SGS-Thomson fabricó microcontroladores Motorola 6803 y 6805, Zilog Z8 y Transputer (de la empresa Inmos, comprada por SGS-Thomson en 1989). 
STMicroelectronics ha creado los microcontroladores STM8 de 8 bits, STM32 de 32 bits basados en ARM y SPC5 de 32 bits basados en Power y enfocados al sector del automóvil. Antes creó otros microcontroladores ya descatalogados como ST6, ST7, ST10, ARM7 y ARM9.

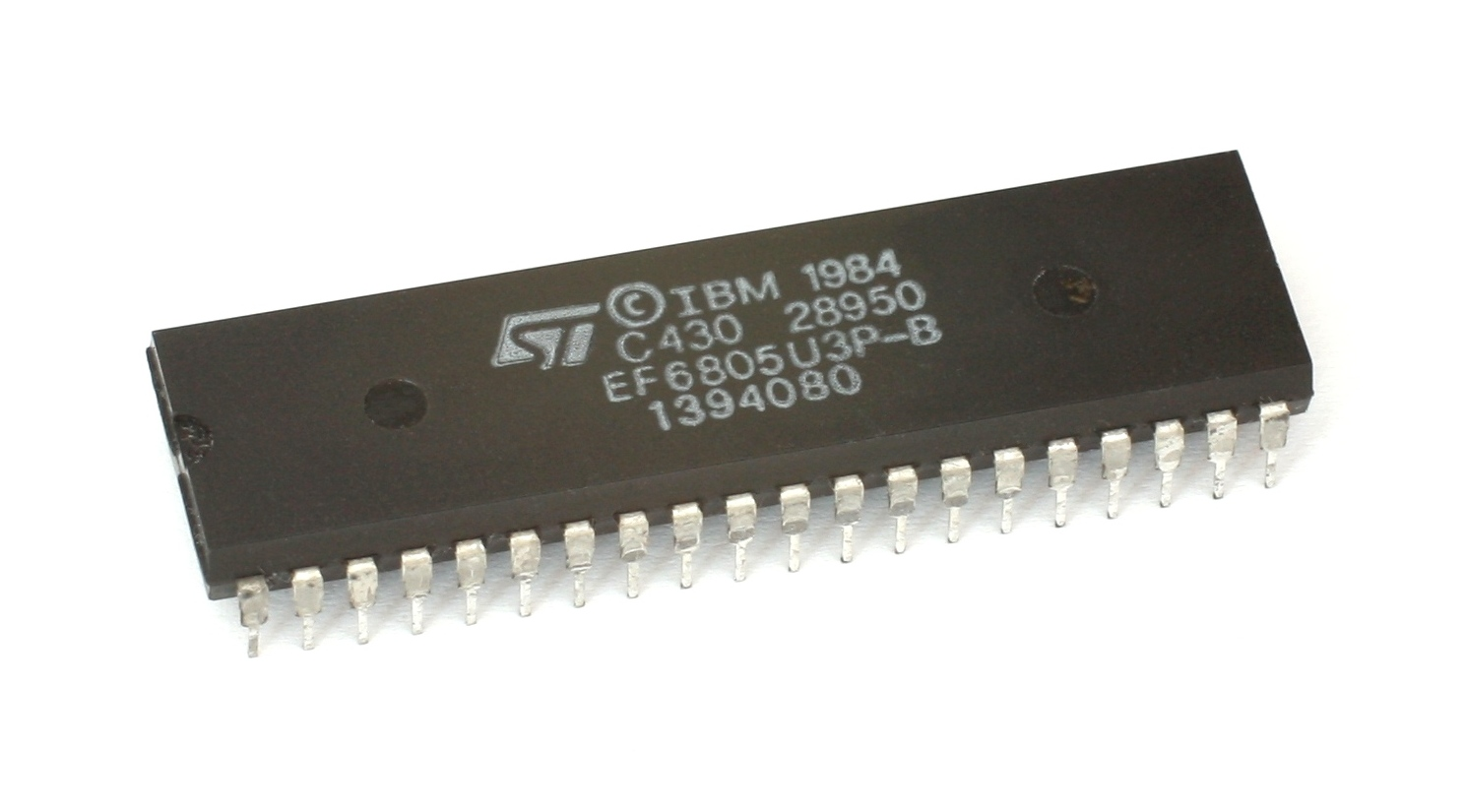
Motorola 6805
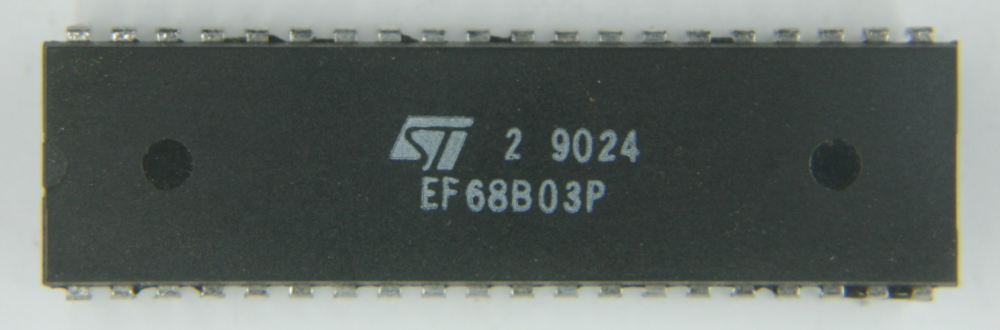
Motorola 6803
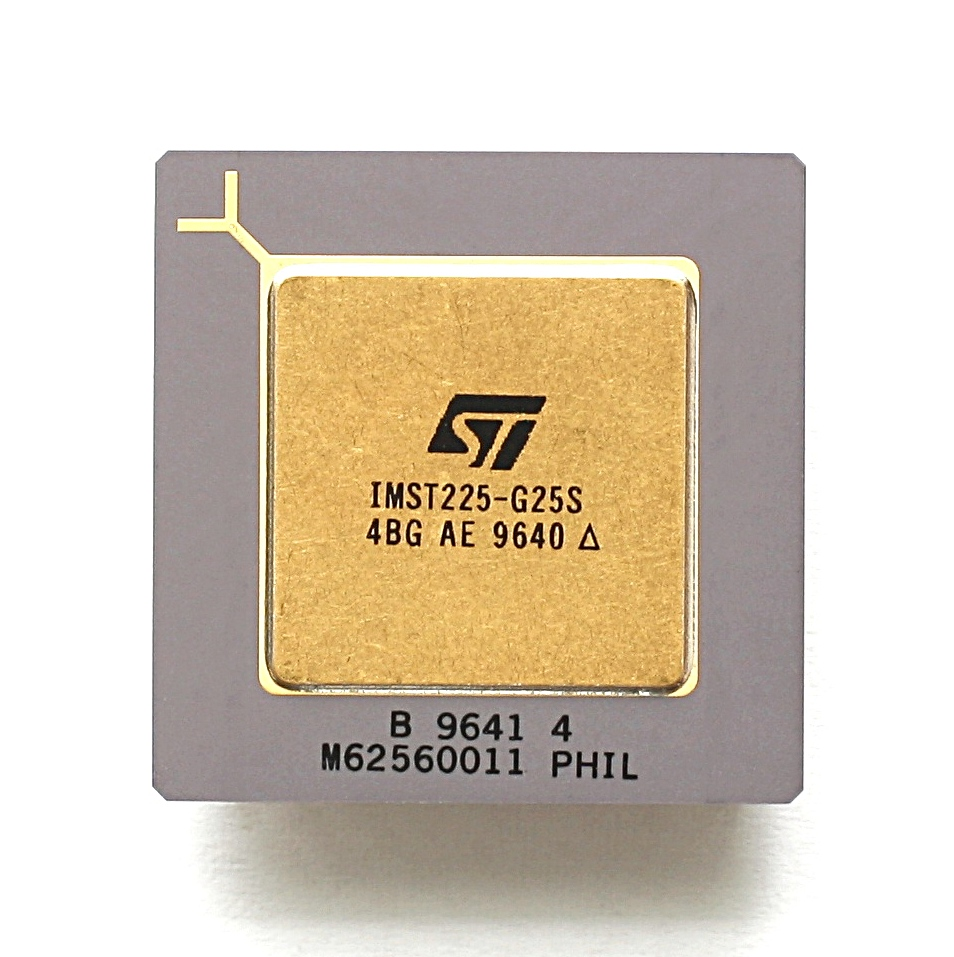
IMST Transputer 225-G25S
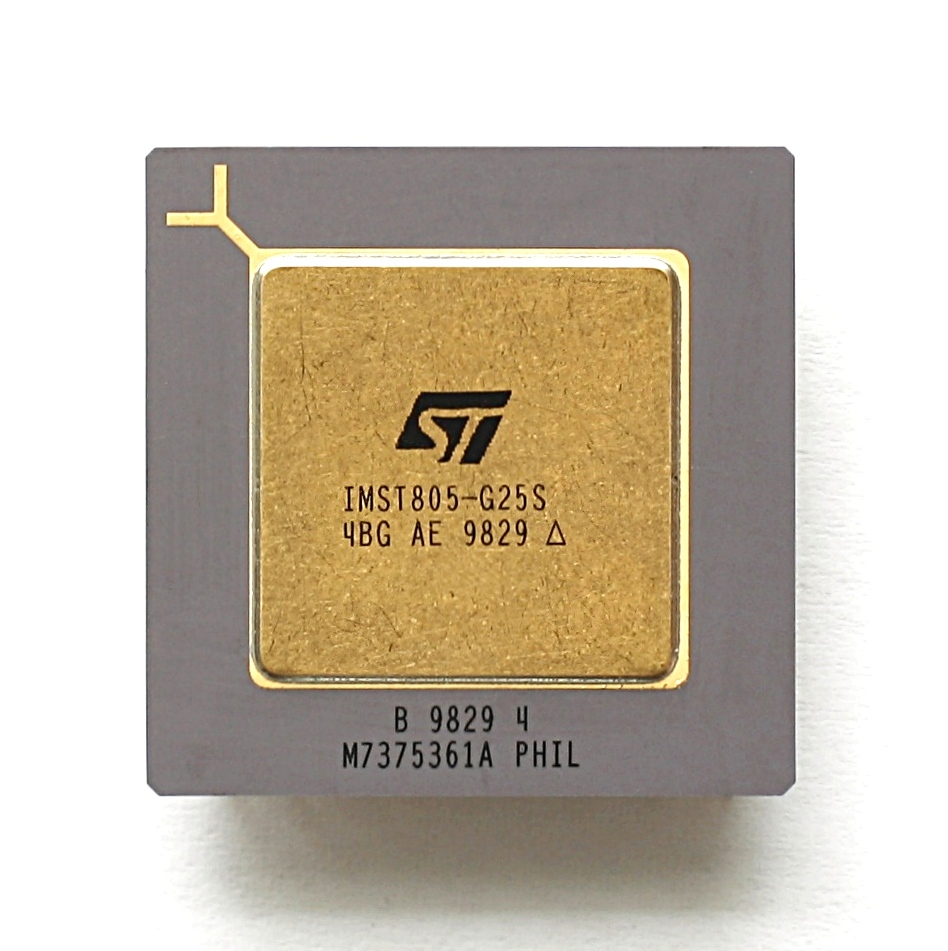
IMST Transputer 805-G25S
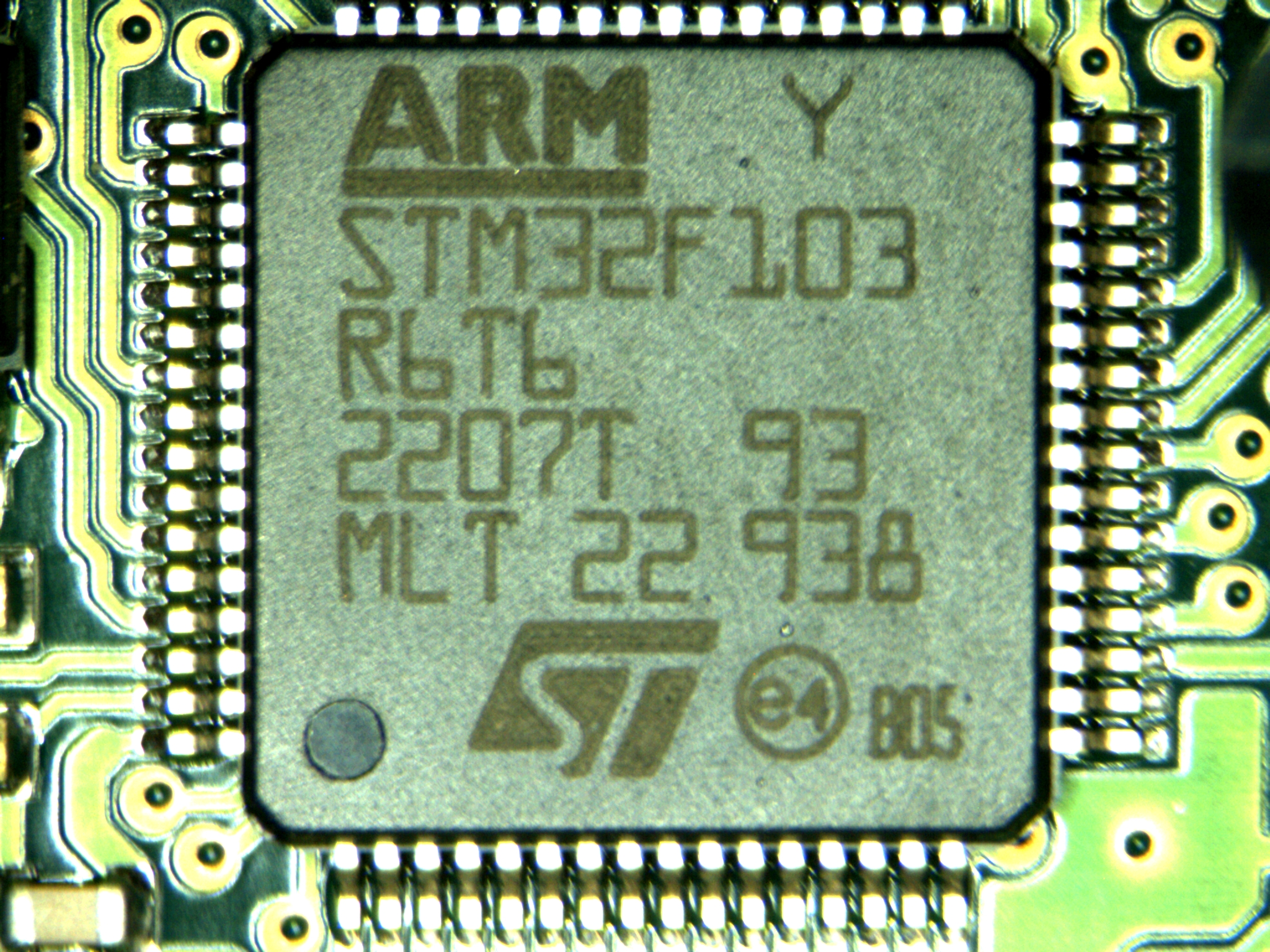
STMicroelectronics STM32

### Microprocesadores

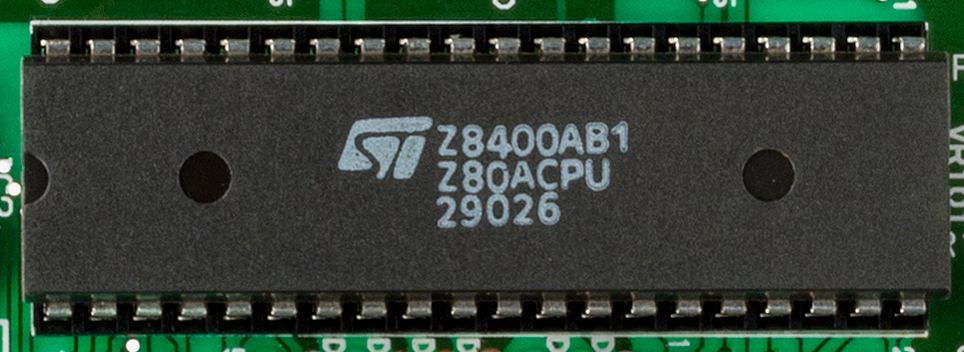
Segunda fuente de microprocesador Zilog Z80A fabricado por SGS-Thomson con el nombre Z8400AB1

SGS-Thomson continuó fabricando los procesadores Zilog Z80 que fabricaba SGS Microelettronica. También fabricó procesadores Motorola 6809 y 68000. Más adelante llegó a un acuerdo con Cyrix para producir sus procesadores x86 compatibles con los de Intel.  En 1994 introduce una CPU compatible Intel 80486 (su DX-100 fue muy apreciado pues con una placa con bus PCI alcanzaba rendimientos mayores que equipos con Pentium 75) y en 1995 produce el microprocesador Cyrix 6x86 (nombre clave M1), un competidor de los Intel Pentium. En 2004 STMicroelectronics llegó a un acuerdo de colaboración con el Instituto de Tecnologías de la Computación de China para fabricar y comercializar el procesador Loongson (nombre académico Godson).

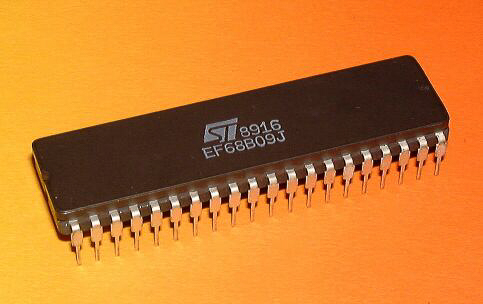
Motorola 6809
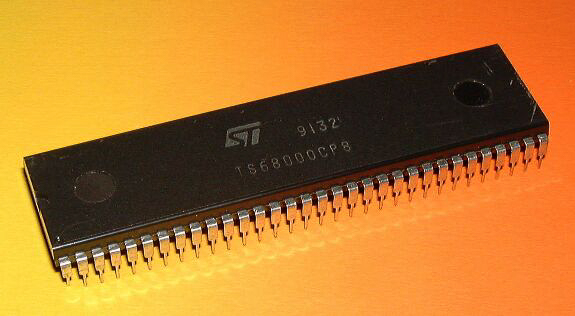
Motorola 68000
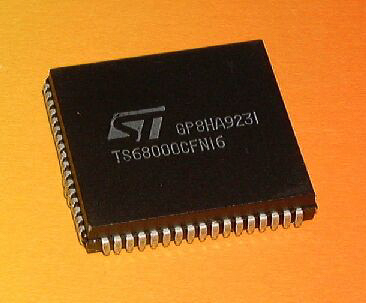
Motorola 68000
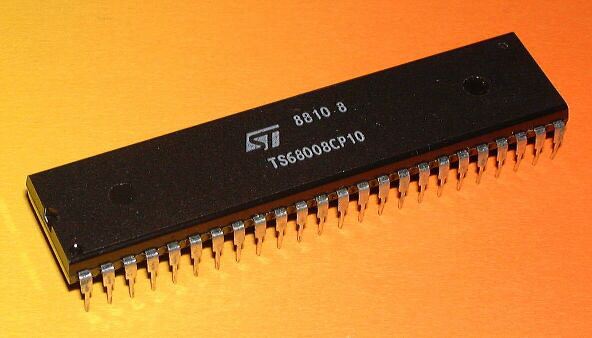
Motorola 68008
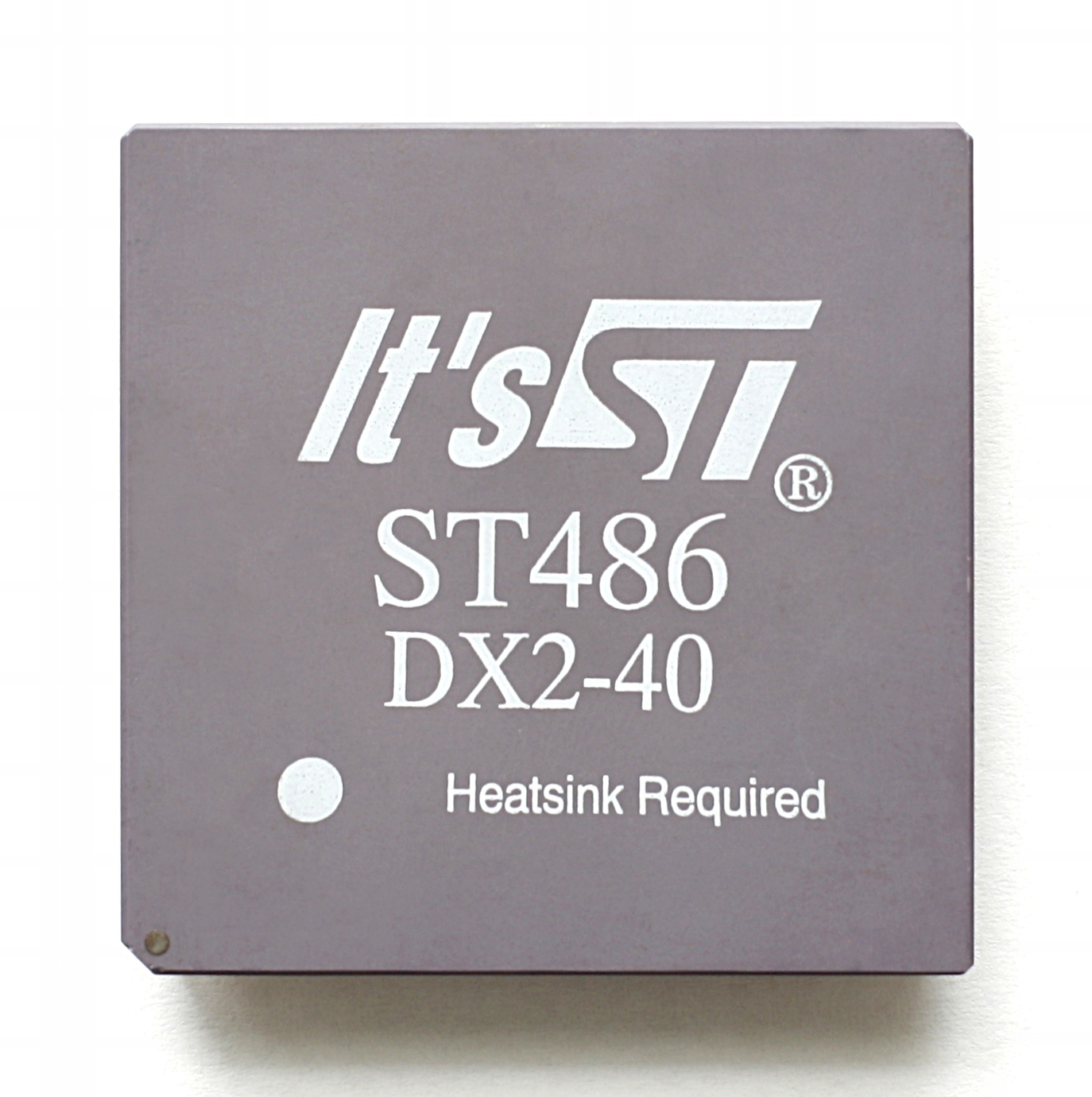
Cyrix 486 DX2-40
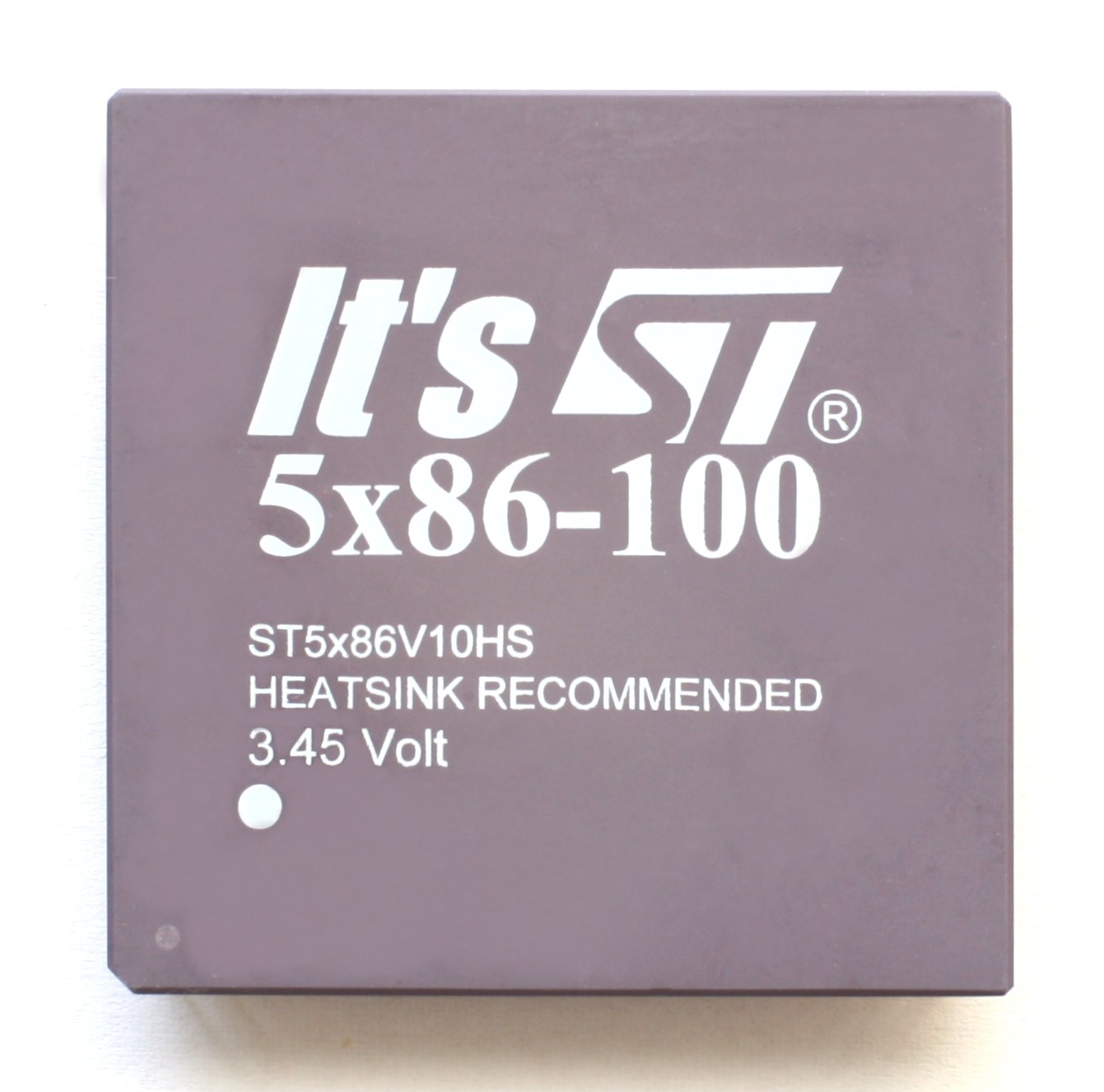
Cyrix 5x86-100
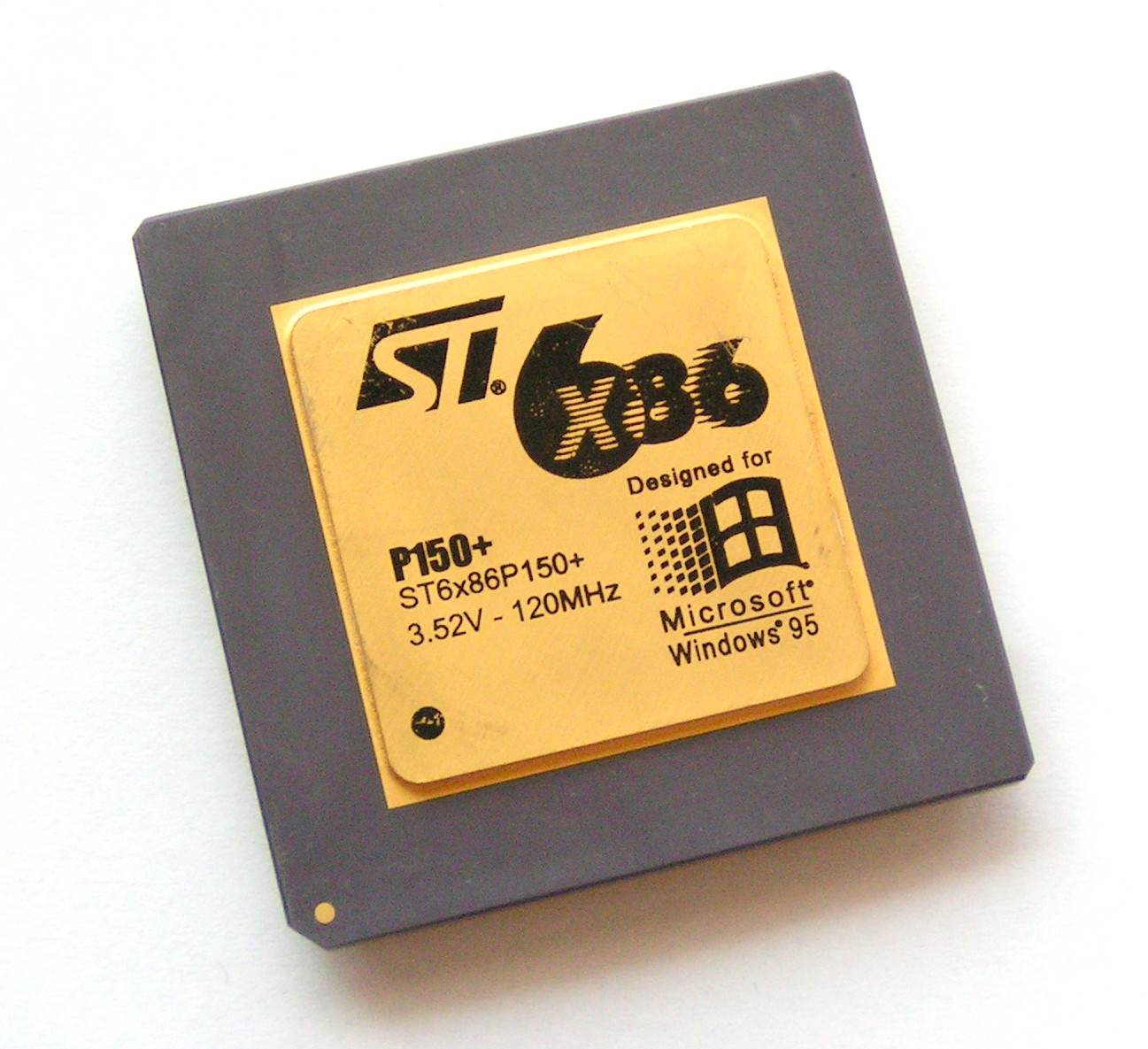
Cyrix 6x86 P150+
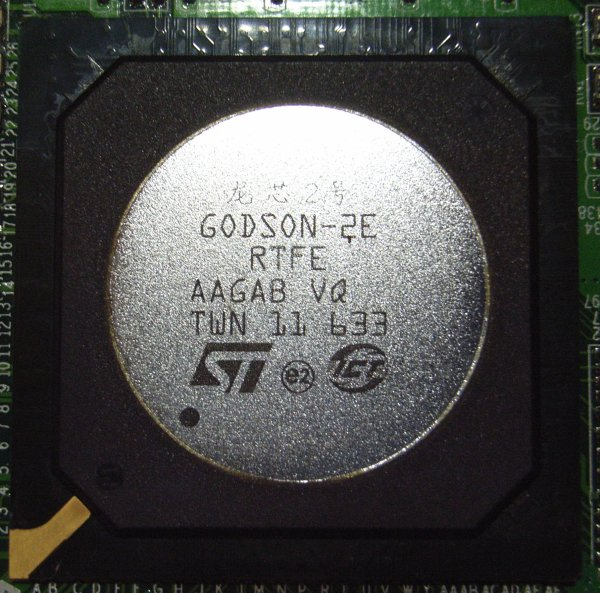
Loongson/Godson 2E

## Clientes
La compañía cuenta con unos 1500 clientes. Los más importantes son:
- Fabricantes de equipos para automóvil: Bosch, DaimlerChrysler, Visteon, y Siemens
- Fabricantes de Telefonía móvil: Nokia, Motorola
- Fabricantes de impresoras: Hewlett-Packard
- Fabricantes e infraestructura telefónica: Alcatel y Nortel Networks
- Fabricantes de discos duros: Seagate Technology y Western Digital
- Fabricantes de electrónica de consumo: Philips, Sony, y Thomson
- Fabricantes de equipamiento industrial: Siemens
- Distribuidores de componentes electrónicos: Arrow Electronics

## Organización de la compañía
La compañía está basada en cuatro organizaciones principales:
- Los grupos de productos
- El Departamento de Ventas, dividida en cinco regiones (Europa, Estados Unidos, Asia/Pacífico, Japón, China y mercados emergentes). El grupo suma 78 oficinas de ventas en 36 países.
- Las instalaciones de fabricación.
- El grupo corporativo de Investigación y desarrollo.

## Grupos de Productos yI+D
Hay cinco Grupos de Producto, cada uno de los cuales agrupa varias divisiones. Cada división maneja por sí misma el diseño, la industrialización, fabricación (utilizando las instalaciones de fabricación ST) y comercialización para su catálogo de productos. Son ayudados por el equipo de I+D corporativo y las oficinas de ventas locales.
- HPC (Home Personal Communication): Comunicación personal doméstica: Todas las divisiones de consumo, multimedia, y comunicaciones por cable e inalámbricas.
- MPG (Memory Product Group): Productos de memoria: Todo tipo de memorias independientes: EEPROM, Memoria flash (NAND y NOR), memoria flash serial y Tarjetas inteligentes.
- APG (Automotive Product Group): Grupo de productos para automóviles: Todo tipo de chips relacionados con la automoción (cuerpo del coche, tren de energía, seguridad, etc.)
- MPA (Micro, Power & Analog Group): Circuitos analógicos y de alimentación eléctrica y microcontroladores.
- CPG (Computer Peripheral Group): Grupo de periféricos de computadora: chips relacionados con los periféricos de ordenador (controladoras de discos duros, impresoras, etc.)

Los laboratorios corporativos de I+D (ahora FTM: Front End Technology and Manufacturing o Tecnología Avanzada y Fabricación) están desarrollando procesos de tecnología puntera y metodologías de diseño innovadoras. Además, cada división funciona su propio I+D para diseñar, industrializar, y construir las aplicaciones de sus productos.
El grupo totaliza 16 unidades de investigación avanzada y desarrollo, 39 centros de diseño y aplicaciones.

## Instalaciones de fabricación
ST es un fabricante de chips que posee su propia fundición de obleas de silicio (al contrario que las compañías sin fundición, llamadas fabless). En 2006, la compañía posee cinco fundiciones de obleas 8 pulgadas y una de obleas de 12 pulgadas. La mayor parte de la producción se hace con tecnología de 0.18µm, de 0.13µm, de 90nm y de 65nm (corresponde a la longitud de los transistores que componen el chip electrónico). ST también posee muchas plantas de procesado final. Consisten en fábricas en donde los dados de silicio son montados y enlazados en encapsulados plásticos o de cerámica.

## Instalaciones principales
Esta es una lista de las instalaciones principales, ordenadas por importancia

### Grenoble, Francia
Unos 6000 empleados.
Con Milán, es la planta más importante de la compañía. Actualmente consiste en realidada en dos plantas separadas:
- Polígono de Grenoble, en el centro de la ciudad, cerca de la estación. (2200 empleados).

Es una de las bases históricas de la compañía (por la parte Thomson). Todas las históricas líneas de producción de obleas de silicio han sido cerradas. La planta es el cuartel general de varias divisiones (marketing, diseño, industrialización) y consiste en un importante centro de I+D, especializado en el proceso de diseño y fabricación de obleas de silicio y en el software auxiliar para dicho proceso.
- Crolles, en el suburbio de Grenoble, en la dirección de Chambéry.

La planta tiene una fundición de 8 pulgadas y una de 12 pulgadas. El sitio se gestiona por la asociación (llamada Grenoble 92) firmada en 1990 entre SGS-Thomson y CNET (el centro de I+D de la compañía telefónica francesa France Telecom también conocida como Orange) para construir un centro común de I+D para tecnologías submicron. Además, Philips y SGS-Thomson firmaron en 1991 una asociación para desarrollar conjuntamente nuevas tecnologías de fabricación en Crolles. Como resultado, la primera fab de 8" de la compañía (Crolles 1) fue inaugurada el 9 de septiembre de 1993 por Gérard Longuet, ministro francés de industria.
En abril de 2002, ST, Philips y Freescale firmaron una asociación para crear nuevamente en Crolles un nuevo centro común de I+D para el desarrollo de la nueva tecnología de proceso nanométrico para nodos de 90nm a 32nm usando obleas de 12". La compañía taiwanesa TSMC, líder mundial de fundiciones de semiconductor forma parte también de al asociación para utilizar las tecnologías en Taiwán y completar la capacidad de producción. Esta es conocida como The Crolles 2 Alliance. El 27 de febrero de 2003, la fab de 12" fue inaugurada por Jacques Chirac, presidente de Francia.

### Milán, Italia
Unos 6000 empleados.
Con Grenoble, es la mayor planta de la compañía. consiste en dos sitios separados:
- Agrate, en dirección a Venecia (unos 4000 empleados).

Con Grenoble, es la otra base histórica de la compañía (por la parte SGS). Cuenta con varias líneas de fundición (incluyendo una de 8") y consiste en un importante centro de I+D. Muchos cuarteles generales de diversas divisiones están localizados en Agrate.
- Castelletto, en dirección a Génova (300 a 400 empleados).[26]

El sitio histórico alberga algunas divisiones y centros de I+D.

### Catania, Italia
4800 empleados.
Esta planta se construyó en 1961 con la implantación de la compañía ATES. Las actividades de semiconductores (inicialmente Germanio) comenzaron con algunos acuerdos de licencia con la compañía estadounidense RCA. Actualmente el sitio alberga varios centros de I+D y divisiones (especialmente relacionadas con tecnologías de memoria Flash) y dos de las mayores fabs de la compañía;
- Una de 8", inaugurada en abril de 1997 por Romano Prodi, primer ministro de Italia. Es la tercera fab de 8" fab tras Crolles-1 y Phoenix.
- Una de 12" en construcción.

### Rousset, Francia
Unos 3000 empleados
El sitio fue creado en 1979 con la construcción de una fab de 4" por la compañía francesa Eurotechnique. Eurotechnique era una joint venture entre la francesa Saint Gobain y la estadounidense National Semiconductor. Fue vendida a Thomson-CSF en 1982 al poco de la nacionalización de varias compañías decidida por el gobierno francés en 1981/82. En ese momento la vieja planta de Thomson localizada en el centro de la ciudad de Aix-en-Provence (inaugurada en los 60) cerró y los empleados fueron trasferidos a Rousset. En 1988, algunos empleados de la planta de Rousset (incluyendo al director, Marc Lassus) fundaron una nueva compañía llamada Gemplus, en la actualidad una gran empresa conocida como Gemalto, líder de la industria de tarjetas inteligentes. La compañía comenzó con el importante negocio de las primeras chip cards de France Telecom. La histórica fab de 4" ha sido convertida sucesivamente en fab de 5" y después en fab de 6" (proceso completado en 1996). Esta fab está ahroa en proceso de cierre. En 1995, ST anunció que construiría su cuarta fab de 8" en Rousset (tras Crolles-1, Phoenix and Catania). La fab fue inaugurada el 15 de mayo del 2000 por el Primer ministro francés Lionel Jospin. El sitio comprende varios cuarteles generales de divisiones (como tarjetas inteligentes, microcontroladores, Serial flash, EEPROM) y varios centros de I+D.

### Ang Mo Kio, Singapur
2000 empleados.
En 1970, SGS creó su primer centro de ensamblado final (back-end plant) en Singapur, en la zona de Toa Payoh. Posteriormente, en 1981, SGS decide construir una fab en Singapur. Lo ingenieros técnicos de Singapur habían sido formados en Italia y la fab de Ang Mo Kio produjo su primera oblea en 1984. Convertida posteriormente en fab de 8", en l actualidad es una de las fab más importantes del grupo. Ang Mo Kio también alberga varios centros de diseño.

### Greater Noida, India
1500 + 100 empleados.
El centro de Noida nace en 1992 para actividades de ingeniería del software. Posteriormente, un centro de diseño sobre silicio ha sido inaugurado el 14 de febrero de 1995. Con 120 empleados, es el mayor centro de diseñ de la compañía fuera de Europa. En 2006, el centro cuenta con unos 1500 empleados y ha sido transferido a algunos kilómetros, en Greater Noida. el centro alberga varios equipos de diseño.
El centro de Bangalore es mucho más reciente y tiene en total unos 100 empleados.

### Phoenix, Estados Unidos
A principios de los 80, SGS crea su primera planta en USA con la implantación de una oficina de ventas en Phoenix. Posteriormente, como SGS-Thomson, el sitio adquiere otra dimensión con la construcción de una fab de 8", terminada en 1995. Es la segunda fab de 8" de la compañía tras Crolles 1, inicialmente dedicada a la producción de microprocesadores para Cyrix. Actualmente es una importante fab de 8" en la maquinaria de fabricación de la compañía.

### Tours, Francia
1500 empleados.
El sitio alberga una fab y centros de I+D.

### Carrollton, Estados Unidos
El centro fue creado en 1969 por la compañía estadounidense Mostek (fundada por exempleados de Texas Instruments). Mostek fue comprada primero por United Technologies y posteriormente por Thomson Semiconducteurs en 1985. Equipada inicialmente con una fab de 4", ha sido ampliada a fab de 6" en 1988. Las actividades de la compañía británica Inmos en Colorado Springs fueron transferidas a Carrolton, tras su adquisición en 1989. Posteriormente el centro se dedicó al test de obleas.

### Otros centros
- Malta En 1981, SGS construye en Malta su primera planta de ensamblaje. Actualmente es una de las más importantes compañías del país.
- Muar, Malasia: unos 1000 empleados. Este centro fue creado en 1974 por Thomson. En la actualidad es una importante planta de ensamblaje.
- Casablanca, Marruecos. Consiste en dos plantas de ensamblaje (Bouskoura y Aïn Sebaâ) y cuenta en total con unos 4000 empleados. Fue creada en los 60 por Thomson. ST es en Marruecos el primer exportador del país.
- Rabat, Marruecos. Consiste en un centro de diseño y cuenta con 160 empleados.
- Shenzhen, Provincia de Cantón, cerca de Hong Kong, China. El 27 de octubre de 1994, ST y Shenzhen Electronics Group firmaron una sociedad para la construcción y explotación de una planta de ensamblaje común (ST posee la mayoría con el 60%). La planta está localizada en el área de libre comercio de Futian y es operativa desde 1996. Se ha planeado una nueva planta de ensamblaje en Longgang para 2008.
- Bristol, Gran Bretaña. El centro nace con la creación de la compañía británica Inmos en 1978 y es el origen del famoso microprocesador Transputer. Inmos fue comprada por SGS-Thomson en 1989. El centro es hoy principalmente un Centro de Diseño.
- Nápoles, Italia. Centro de Diseño.
- Ginebra, Suiza: Es la central que aloja a la mayor parte de la alta dirección. Tiene en total varios cientos de empleados.
- Saint-Genis, Francia, cerca de Ginebra. Jefatura de logística. Unos cientos de empleados.
- París, Montrouge: Marketing y Soporte.
- San José (California) (Silicon Valley, Estados Unidos). Centro de Diseño.
- Praga, República Checa. 100 a 200 empleados: Aplicaciones, Diseño y Soporte.
- Túnez, Túnez. 200 empleados. Soporte, Aplicaciones, Diseño.
- Sophia Antípolis, cerca de Niza, Francia: unos cientos de empleados. Centro de Diseño.
- Edimburgo, Gran Bretaña: Centro de Diseño.
- Shanghái, China
- Pekín, China. Oficina de Ventas.
- Grasbrunn, Alemania. Centro de Diseño y Aplicaciones.
- Estambul, Turquía. Oficina de Ventas.
- La Jolla, San Diego, California, Estados Unidos. Oficina de Ventas.
- Lexington, Massachusetts, Estados Unidos. Oficina de Ventas.
- Marlow, Buckinghamshire, Gran Bretaña.
- Ottawa, Canadá: En 1993, SGS-Thomson compró las actividades de semiconductores de Nortel que tenía en Ottawa un centro de I+D y una fab. La fab fue cerrada a principios del 2000, pero el centro de I+D, soporte de back-end (ensamblaje final) y la Oficina de Ventas siguen operativas.
- Palermo, Sicilia, Italia
- Reading, Berkshire, Gran Bretaña
- Schaumburg, Illinois, Estados Unidos
- Wilsonville, Oregón, Estados Unidos
- Zaventem, Bélgica

### Centros recientemente cerrados
- Rennes, Francia. Tenía una fab de 6" que fue cerrada en 2004.
- Rancho Bernardo, cerca de San Diego, California, Estados Unidos. Esta fab, creada inicialmente por Nortel fue comprada por SGS-Thomson en 1994. Consistía en una fab de 4", convertida en 1996 en de 6".